# Kelishad e Suderjan
Kelīshād e Sūderjān (in persiano کلیشاد و سودرجان‎) è una città dello shahrestān di Falavarjan, circoscrizione Centrale, nella Provincia di Esfahan.